# Jardin de l'Îlot-C3
Le jardin de l'Îlot-C3 est un espace vert du 17e arrondissement de Paris, dans le quartier de la Plaine-de-Monceaux.

## Situation et accès
Le jardin est accessible par le boulevard de Reims.
Il est desservi par la ligne 3 à la station Pereire.

## Historique
Le jardin est créé en 1984.
Cet espace vert est relié à plusieurs espaces verts séparés, situés à proximité du boulevard périphérique, entre la porte Maillot et la porte d’Asnières, par la promenade Bernard-Lafay.